# 杨龙喜
杨龙喜（?—?），清朝咸丰年间反清领袖，贵州铜梓人。咸丰四年（1854年）八月，起兵反清，进攻娄山关，自称受到太平军任命，建年号江漢，失败后，义军由朱明月领导。